# Tanody Endre
Tanody Endre, névváltozat: Tanódy, született: Einhorn (Szatmárnémeti, 1881. november 8. – 1942 után) erdélyi magyar újságíró, ügyvéd.

## Életútja, munkássága
Középiskoláit szülővárosában, a Református Főgimnáziumban, jogtudományi tanulmányait Lipcsében, Berlinben, Budapesten és Párizsban végezte. Már egyetemista korától részt vett a közéletben, hazatérve szülővárosában az újságírói pályán szerzett nevet magának. Napilappá fejlesztette az addig hetilapként megjelenő Szamost, amelynek 1918 előtt főszerkesztője is volt. Egyes adatok szerint Új Szatmár néven is indított napilapot. Cikkei jelentek meg az Ellenzékben és a Brassói Lapokban is. 1933 után Bukarestbe költözött, ahol ügyvédi irodát tartott fenn.